# Rumi Huasi

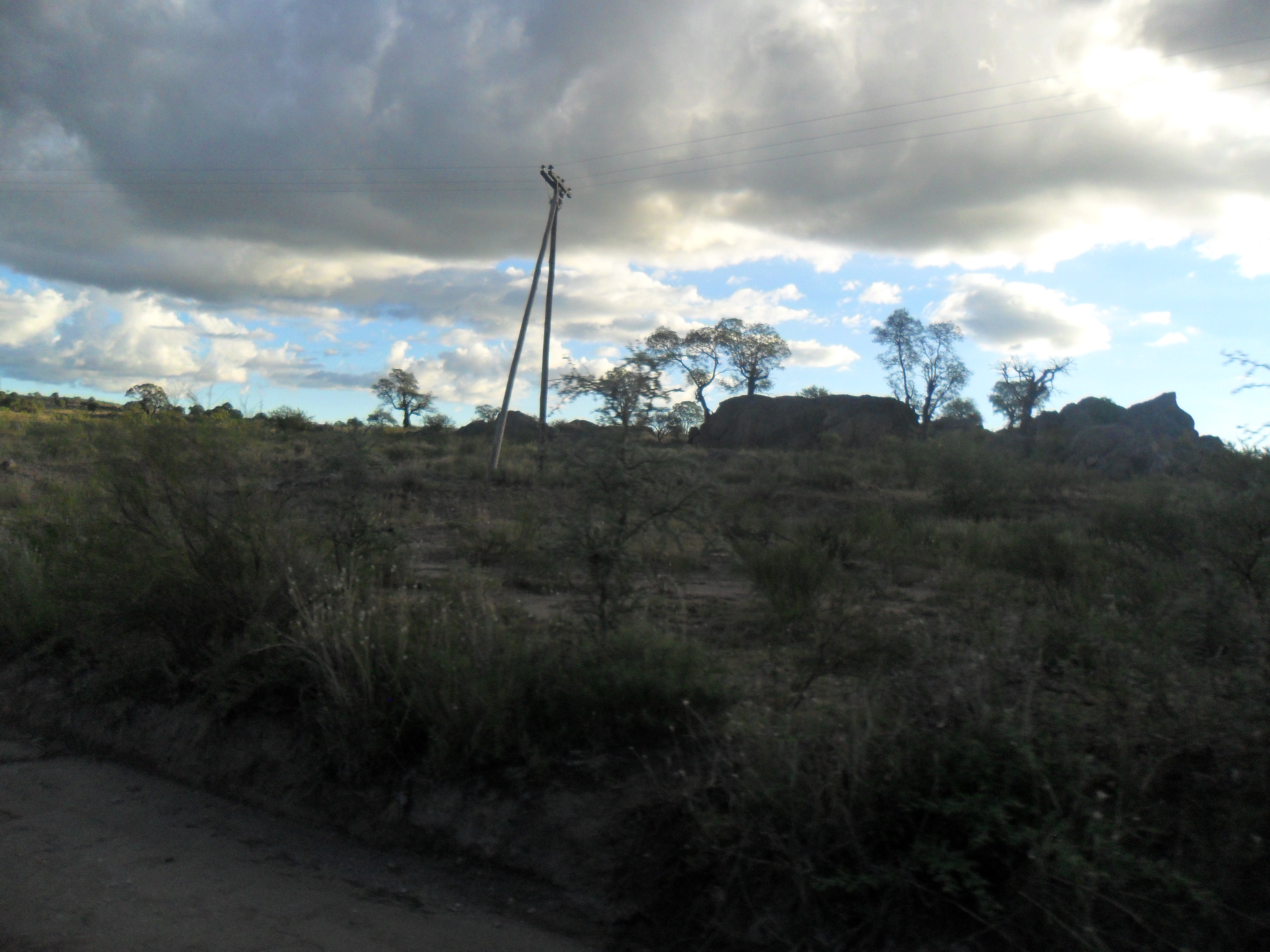
Paisaje de Rumi Huasi.

Rumi Huasi es una localidad que se encuentra situada en el Departamento Minas, Provincia de Córdoba, Argentina. Administrativamente, depende de la comuna de Ciénaga del Coro, ubicada a 7 km de Rumi Huasi. 

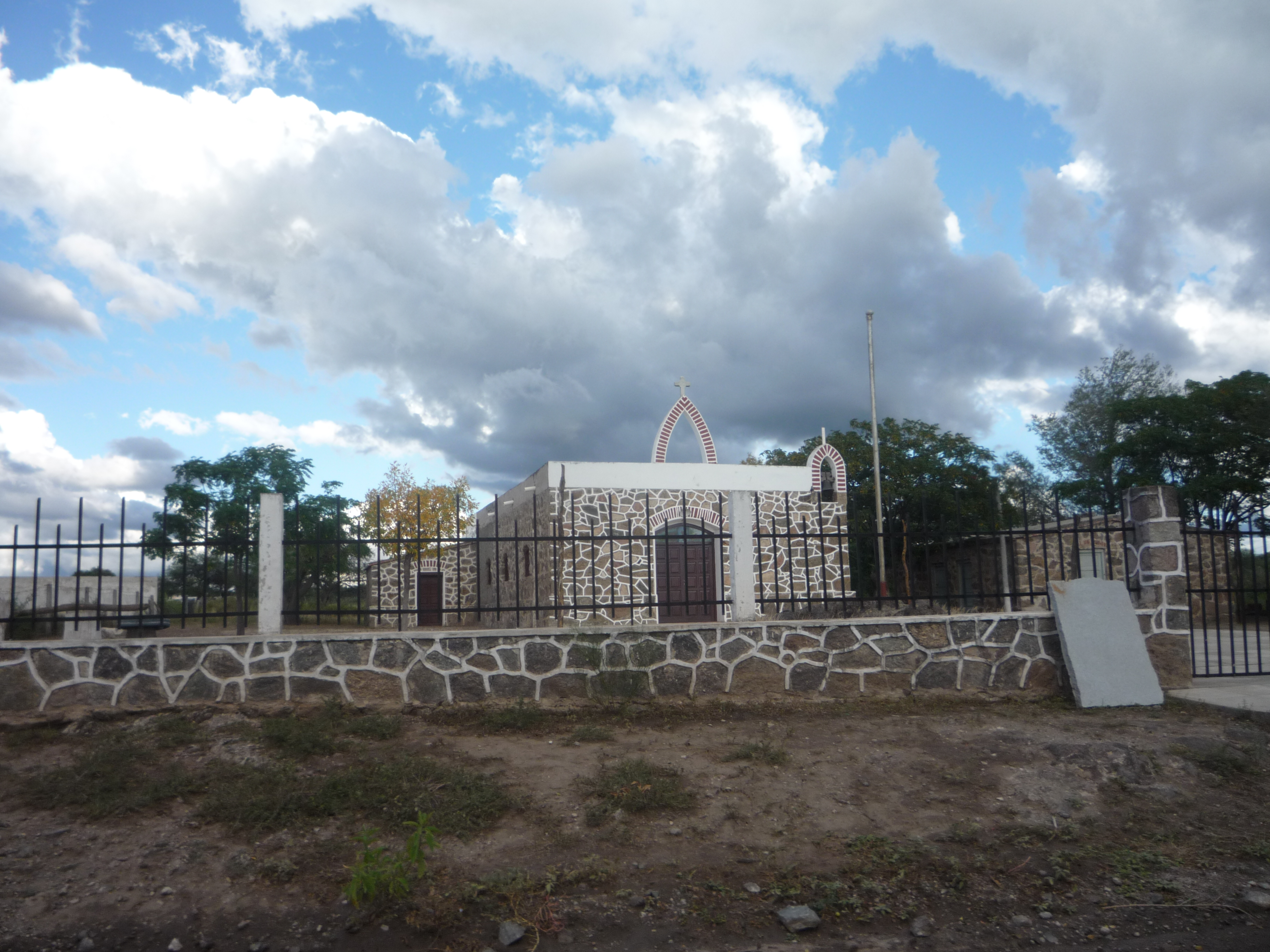
Capilla de Rumi Huasi.

El poblado está compuesto por 75 habitantes y posee aproximadamente 400 años de antigüedad. En éste se encuentra una capilla de la Virgen de Fátima fundada en el año 1954. También se encuentra la escuela Fray Mamerto Esquiú.
Su nombre en lengua quechua significa "casa de piedra" (rumi = piedra, huasi = casa). 

## Accesos
Desde la localidad de La Higuera, recorriendo 14 km por camino secundario que conduce a Ciénaga del Coro.
Por el paraje de Piedras Anchas, sobre Ruta Provincial 15 recorriendo 32 km.
También desde San Carlos Minas, transitando por camino vecinal hasta Estancia de Guadalupe, y continuando por camino secundario que se une con el que comunica La Higuera con Ciénaga del Coro.